# Top Gear (programma radiofonico)
Top Gear fu un programma radiofonico trasmesso dalla BBC britannica tra il 1964 ed il 1975. Agli inizi del programma, le trasmissioni furono interrotte per alcuni mesi e ripresero nel 1967.

## Inizi
Fu uno dei primi tentativi della BBC di competere con le stazioni radio pirata e Radio Luxembourg, ascoltate da larghe fasce di giovani britannici appassionati di musica pop che non trovavano programmi di loro gradimento nelle radio nazionali ufficiali. Il programma comprendeva sia musica registrata che musica dal vivo. La prima puntata, presentata da Brian Matthew, fu trasmessa il 16 luglio 1964 ed ebbe come ospiti The Beatles, Mark Wynter e Dusty Springfield. Tra gli altri ospiti di rilievo nel periodo che precedette la lunga interruzione vi furono Jimi Hendrix, i Free, The Who, i Led Zeppelin, The Kinks e Manfred Mann.

## Ripresa delle trasmissioni nel 1967
Nel 1967 ripresero le trasmissioni di Top Gear, che fu uno dei programmi trasmessi agli esordi di BBC Radio 1. La nuova edizione era strutturata come la precedente, ma si occupò principalmente di rock progressivo, che era la nuova musica di quel tempo. Vide alternarsi come presentatori Tommy Vance, Pete Drummond e soprattutto John Peel, che la trasformò in un programma di grande successo. In particolare, fu l'inizio delle famose The Peel Sessions, registrazioni che sarebbero continuate per tutta la carriera di Peel e che diedero modo a centinaia di musicisti di esibirsi; molti degli artisti sconosciuti invitati al programma sarebbero diventati famosi. Nel 1971, Top Gear assorbì l'altro programma musicale della BBC Sounds of the Seventies, e anziché essere trasmesso una volta durante il fine settimana fu trasmesso per due serate ogni settimana.

## Termine del programma
Il programma ebbe fine nel 1975, quando la BBC dovette fronteggiare una grossa crisi finanziaria e tagliò alcuni dei programmi del palinsesto di Radio 1. L'ultima puntata andò in onda il 25 settembre 1975, e furono presentate esibizioni di artisti che erano diventati famosi in quel periodo anche per le loro apparizioni in Top Gear; tra questi vi furono i T. Rex, i Pink Floyd, i Led Zeppelin, David Bowie, Randy Newman e Bob Marley & The Wailers. Nel corso di quella ultima trasmissione, John Peel ricordò come Top Gear fosse diventato influente e seguito dai giovani. Avrebbe continuato a presentare programmi di grande successo alla BBC fino alla morte, avvenuta nel 2004.